# Tonlé Sap (reka)
Tonlé Sap je reka v Kambodži, ki je del sistema jezera Tonlé Sap in se izliva v Mekong.
Posebnost reke je, da se njena smer toka vsako leto spreminja. V deževnem obdobju (od junija), ko je Mekong visoko vodnat, del Mekonga teče proti severozahodu preko reke Tonlé Sap v jezero Tonlé Sap in ga tako poveča. Ko je Mekong v sušnem obdobju (od novembra) na nižji gladini, voda iz jezera teče nazaj v reko Mekong.
Povprečni pretok vode je približno 1300 m³/s.

## Reka kot prometna pot
Storitev z gliserjem povezuje mesto Siem Reap na severovzhodu Tonlé Sapa z glavnim mestom Phnom Penh na jugu, kjer se reka sreča z Mekongom. Reka in jezero Tonlé Sap sta pomembni prometni poti v tem delu Kambodže. Zaradi vedno boljših razmer na cestah pa se vedno večji delež blaga in ljudi prevaža po kopnem.

## Festival Bon Om Touk
V času spremembe smeri toka v novembru se na reki blizu Phnom Penha odvija vodni festival Bon Om Touk, kjer ekipe iz vse Kambodže tekmujejo v dirkah s čolni.
Na Vodnem festivalu 2010 je 22. novembra na Diamantnem mostu izbruhnil stampedo, v katerem je umrlo 375 ljudi, 755 pa je bilo ranjenih. Stampedo je izbruhnil na novo zgrajenem mostu za pešce 11°33′22.2″N 104°56′21.79″E / 11.556167°N 104.9393861°E čez kanal Bassac, ki je bil premajhen za množice in je povezoval Phnom Penh z otokom Koh Pich (Diamantni otok). Nato je bila brv porušena. Danes na nesrečo spominja spomenik 11°33′22.33″N 104°56′19.97″E / 11.5562028°N 104.9388806°E na zahodnem bregu nekdanjega mostu.